# 石道乡 (登封市)
石道乡，是中华人民共和国河南省郑州市登封市下辖的一个乡镇级行政单位。

## 行政区划
石道乡下辖以下地区：
石道村、西窑村、赵庄村、崔楼村、老庄沟村、陈村、阮村、上沃村、游王庄村、张沟村、苗庄村、郭沟村、郝沟村、范窑村、王楼村、李窑村、术村、许韩村、邵窑村、范家庄村、闫坡村、后河村、冠子岭村、陈家门村和候沟村。